# العلاقات البريطانية الصربية
العلاقات البريطانية الصربية هي العلاقات الثنائية التي تجمع بين المملكة المتحدة وصربيا.

## مقارنة بين البلدين
هذه مقارنة عامة ومرجعية للدولتين:
| وجه المقارنة                                              | المملكة المتحدة                 | صربيا                                                      |
| --------------------------------------------------------- | ------------------------------- | ---------------------------------------------------------- |
| المساحة (كم2)                                             | 242.50 ألف                      | 88.36 ألف                                                  |
| عدد السكان (نسمة)                                         | 66.02 مليون                     | 7.02 مليون                                                 |
| الكثافة السكانية (ن./كم²)                                 | 272.25                          | 79.45                                                      |
| العاصمة                                                   | لندن                            | بلغراد                                                     |
| اللغة الرسمية                                             | لغة إنجليزية، اللغة الويلزية    | اللغة الصربية                                              |
| العملة                                                    | جنيه إسترليني                   | دينار صربي                                                 |
| الناتج المحلي الإجمالي (بليون دولار)                      | 2.62 تريليون                    | 41.43 مليار                                                |
| الناتج المحلي الإجمالي (تعادل القوة الشرائية) بليون دولار | 2.72 تريليون                    | 100.13 مليار                                               |
| الناتج المحلي الإجمالي الاسمي للفرد دولار أمريكي          | 43.88 ألف                       | 5.24 ألف                                                   |
| الناتج المحلي الإجمالي للفرد دولار أمريكي                 | 40.23 ألف                       | 13.59 ألف                                                  |
| مؤشر التنمية البشرية                                      | 0.907                           | 0.771                                                      |
| رمز المكالمات الدولي                                      | +44                             | +381                                                       |
| رمز الإنترنت                                              | .uk، .gb                        | .rs، .срб ‏                                                 |
| المنطقة الزمنية                                           | توقيت غرينيتش، توقيت غرب أوروبا | توقيت وسط أوروبا، ت ع م+01:00، ت ع م+02:00، أوروبا/بلغراد ‏ |

## مدن متوأمة
في ما يلي قائمة باتفاقيات التوأمة بين مدن بريطانية وصربية:
- ترتبط حي تاور هامليتس مع زمون [الإنجليزية]‏ باتفاقية توأمة منذ 1956.
- ترتبط نورتش مع نوفي ساد باتفاقية توأمة منذ 1978.
- ترتبط ولفرهامبتن مع سوبتيتسا باتفاقية توأمة.

## منظمات دولية مشتركة
يشترك البلدان في عضوية مجموعة من المنظمات الدولية، منها:
| علم المنظمة | اسم المنظمة                               | تاريخ انضمام المملكة المتحدة | تاريخ انضمام صربيا |
| ----------- | ----------------------------------------- | ---------------------------- | ------------------ |
|             | وكالة ضمان الاستثمار متعدد الأطراف        | 12 أبريل 1988                | 19 مارس 1993       |
|             | الأمم المتحدة                             | 24 أكتوبر 1945               | 1 نوفمبر 2000      |
|             | الفريق المعني برصد الأرض                  | ?                            | ?                  |
|             | منظمة حظر الأسلحة الكيميائية              | ?                            | ?                  |
|             | منظمة الشرطة الجنائية الدولية             | ?                            | ?                  |
|             | منظمة الأمن والتعاون في أوروبا            | 25 يونيو 1973                | 3 يونيو 2006       |
|             | مؤسسة التنمية الدولية                     | 24 سبتمبر 1960               | 25 فبراير 1993     |
|             | يونسكو                                    | 4 نوفمبر 1946                | 20 ديسمبر 2000     |
|             | مجلس أوروبا                               | 5 مايو 1949                  | 3 أبريل 2003       |
|             | الاتحاد البريدي العالمي                   | ?                            | ?                  |
|             | البنك الدولي للإنشاء والتعمير             | 27 ديسمبر 1945               | 25 فبراير 1993     |
|             | المنظمة الهيدروغرافية الدولية             | ?                            | ?                  |
|             | الاتحاد الدولي للاتصالات                  | 24 فبراير 1871               | 1 يونيو 2001       |
|             | مؤسسة التمويل الدولية                     | 20 يوليو 1956                | 25 فبراير 1993     |
|             | المنظمة الأوروبية لسلامة الملاحة الجوية   | 1960                         | 2005               |
|             | المركز الدولي لتسوية المنازعات الاستشارية | 18 يناير 1967                | 8 يونيو 2007       |
|             | مجموعة الموردين النوويين                  | ?                            | ?                  |

## أعلام
هذه قائمة لبعض الشخصيات التي تربطها علاقات بالبلدين:
- أليكس بوغدانوفيتش (لاعب كرة مضرب بريطاني، 22 مايو 1984 – )
- بيتار الثاني ملك يوغوسلافيا (6 سبتمبر 1923[24][25] – 3 نوفمبر 1970[24][25])
- دانيال فيفيان (ممثل بريطاني، 17 يونيو 1963 – )

## وصلات خارجية
- موقع وزارة الخارجية البريطانية
- موقع وزارة الخارجية الصربية